# Alexander Bau
Alexander Bau (* 17. April 1970 in Erlabrunn) ist ein ehemaliger deutscher Rennrodler. Der für den Oberwiesenthaler SV startende Athlet gehörte in den 1990ern zur deutschen Elite der Einsitzer. In der Saison 1988/1989 belegte er den zweiten Platz in der Gesamtwertung des Juniorenweltcups. Seine größten Erfolge bei den Senioren waren die Teilnahme an den Olympischen Winterspielen 1994 in Lillehammer, wo er den 15. Platz belegte, und zwei dritte Plätze bei den Deutschen Meisterschaften 1996 in Altenberg und 1997 in Winterberg (jeweils hinter Georg Hackl und Jens Müller).
Er ist als Physiotherapeut in der Gemeinde Sehmatal tätig.